# Линейни кораби тип „Кавачи“
Кавачи (на японски: 河内, на английски: Kawachi) са серия линейни кораби на ВМС на Япония. Всичко от проекта са построени 2 кораба: „Кавачи“ (на японски: 河内, на английски: Kawachi) и „Сетцу“ (на японски: 摂津, на английски: Settsu).

## Конструкция
Конструкцията на линкорите от типа „Кавачи“ се опира на конструкцията на турбинния полудредноут „Аки“, който на свой ред е усъвършенстван вариант на броненосеца „Сацума“. Взето е разположение, аналогично на „Аки“, но със замяната на шестте бордови 254-мм двуоръдейни кули с четири 305-мм. Всички оръдия трябва да бъдат с дължина на ствола 45 калибра.

### Въоръжение
Главният калибър се състои от оръдия от два типа. В носовата и кърмовата кула са поставени по две 305-мм оръдия с дължина 50 калибра които са поръчани на английската фирма Armstrong Whitworth. На всеки борд има по две кули с по-къси (45 калибра) 305-мм оръдия японско производство. Бордовите оръдия обичайно се зареждат при ъгъл на възвишение 5°, макар и да могат да се зареждат при произволен ъгъл от 0° до + 13°. Тези оръдия имат максимални ъгли на насочване от −5° до + 25°. Такъв състав и разположение на главния калибър се счита за неудачен. Първо, поради разположението на бордовите кули, по една цел могат да се насочат максимум 8 от 12 оръдия на главния калибър. На второ място, снарядите на късите и по-дългите оръдия летят по различни траектории, което усложнява пристрелването при едновременната стрелба от оръдията с различна дължина. Това нарушава един от основните постулати на принципа „само големи оръдия“ – унифицираността, което прави тази серия по-скоро междинна между броненосците и линкорите, както и „Аки“ със „Сацума“, но по-близо до линкорите.
Въоръжението на средния калибър се състои от десет 152-мм оръдия. 152-мм оръдия са защитени от 152-мм броня.
Противоминната артилерия се състои от осем 120-мм и 16 76-мм оръдия.

### Брониране
Главен брониран пояс: броня „Круп“ с дебелина в 305 мм по средната част на бордовете.

### Енергетична установка
На линкорите е поставена двувалова паротурбинна установка с мощност 25 000 к.с. (18,387 МВт), включваща две турбини система „Къртис“ с пряко задвижване на валовете. По проект това трябва да осигурява максимална скорост на хода 20 възела при 245 об/мин. Общата маса на енергетичната установка (без оглед горивото) съставлява 2033 тона за „Кавачи“ и 2073 тона на „Сетцу“, относителната им мощност е 7,55 к.с. /тон.
Изначално е планирано да се поставят на линкорите активните турбини система „Къртис“ със 7 степени за преден ход и 2 за заден, аналогично на поставените на броненосеца „Аки“ и броненосния крайцер „Ибуки“. Обаче през 1908 г., чрез военноморското аташе в САЩ, става известно за създаването на подобрена модификация на турбините, позволяващи да се снижи разхода на гориво и да се намалят размерите на лагерите на валовете. В резултат на това линкорите от типа „Кавачи“ получават турбините „Къртис“ с мощност 12 500 к.с. и 15 степени за преден ход (от тях 6 степени за високото налягане представляват отделни дискове, а 9 степени за ниското налягане са обединени в един барабан) и 2 степени за задния. Дискът на първата степен високо налягане има 4 реда лопатки, а последващите 5 – по 3, а 9 степени за ниското налягане, обединени в барабан – по 2. Аналогично на турбините на „Аки“ и „Ибуки“ първата степен има разширяващи се инжектори, а останалите степени са с паралелни, но коефициентът на разширение за първата степен нараства до 1,177 по сравнение с 1,13 при „Ибуки“. Дисковете на степените имат диаметър 3,581 м, диаметърът на турбината по кожуха съставлява 4,317 м, а максималната ѝ ширина в мястото на закрепване при мястото на закрепване на вътрешната и външната обвивки достига 4,93 м. Турбините са поставени в две машинни отделения с дължина 18,29 м и обща площ 307,64 м², разделени от надлъжна преграда.
Отработената пара се събира от два кондензатора, които са малко различни на корабите. Кондензаторите на „Кавачи“ имат обща охлаждаема площ 1254 м² и включват 5695 охлаждащи тръбички, със скорост на потока вода от 2,4 м/с и с негова максимална величина от 7150 тона/ч. На „Сетцу“ кондензаторите имат площ 1115 м², включват 5060 тръбички със скорост на потока 2,72 м/с и с негова максимална величина 7200 тона/ч. В двата случая е използвана система от центробежни помпи, към който се връщат след опита от използването на система от центробежни и вакумни помпи при „Ибуки“, която се показва не много ефективна. По проект разхода на пара в турбините трябва да съставлява 6,57 кг/к.с. за час, на изпитания „Кавачи“ достига още по-ниска величина – 6,13 кг/к.с. за час, която показва неговата висока икономичност от гледна точка потребление на пара. В същото време за задния ход разхода се оказва много висок – 13,76 кг/к.с. за час при мощност 12 835 к.с. (при проектна такава от 10 500 к.с.).
Па́ра турбините получават от шестнадесет (осем едностранни и осем двустранни) водотръбни котела с трубички голям диаметър и със смесено отопление конструкция на Миябара. Работното налягане на прегрятата пара (прегряване с 12° Целзий относително наситената пара) е 19,3 кгс/см². Сумарната площ на нагревателната повърхност на котлите съставлява 4973,27 м². Разработените от вицеадмирал Джиро Миябара котли имат сравнително проста конструкция от хоризонтални барабани за вода и пара, съединени от леко извити тръбички; японският флот ги цени за тяхната здравина, липсата на течове, голямото количество топлоносител и ефективната му циркулация. Котлите са разположени надлъжно в три котелни отделения: в средното и носовото с дължина по 10,36 м и ширина 16,46 м се намират по четири двустранни котела, в кърмовото с дължина 10,97 м – осем едностранни. Общата площ на котелните отделения е 522,29 м². Димоходите от всяко от котелните отделения се свеждат в отделен комин, поради заетото от барбетите и погребите за бордовите кули пространство между носовото и средното котелни отделения корабите получават уникалния за японския флот трикоминен силует с голямо разстояние между първия и втория комини. Запасите гориво включват до 2300 тона въглища (нормален запас 1100 тона) в бункери и 400 тона мазут в цистерни. Дадената пропорция, вероятно, се появява поради високата стойност на нефтопродуктите по онова време, което позволява само ограниченото им използване за подгряване на котлите.
Линкорите имат два трилопастни гребни винта с диаметър по 4,06 м, със стъпка 3,15 м, площ на разгръщане на лопастите от 6,86 м² и с проектна честота на оборотите от 245 пъти в минута. Поради големия размер на турбините разстоянието между опорите на гребните валове съставлява 6,933 м, което води до чувствителна деформация на валовете при престой, също така се наблюдава увеличено нагряване на лагерите при работа – двете основни слабости на тази паротурбинна установка. Десният винт се върти от вала по часовниковата стрелка, а левият – наобратно. Зад винтовете се намира един полубалансирен рул с площ 28,37 м².
| Резултати от ходовите изпитания на линкорите | Резултати от ходовите изпитания на линкорите | Резултати от ходовите изпитания на линкорите | Резултати от ходовите изпитания на линкорите |
|                                              | Водоизместимост, тона                        | Мощност на силовата установка, к.с.          | Скорост, възела                              |
| -------------------------------------------- | -------------------------------------------- | -------------------------------------------- | -------------------------------------------- |
| „Кавачи“                                     | 20 823                                       | 30 399                                       | 21,024                                       |
| „Сетцу“                                      | 21 443                                       | 32 200                                       | 21,008                                       |

Електроенергийната система включва четири генератора по 176 КВт и два по 88 КВт, изработващи постоянен ток с напрежение 110 В. Генераторите по 176 КВт се намират по два в два генераторни отсека: по десния борд от носовата кула на ГК и по левия борд от кърмовата, симетрично с тях се намират отсеците на хидравличните помпи. Допълнително има генератор от 25 КВт, захранващ бордовото радиооборудване.

## История на службата
Главният кораб „Кавачи“ е заложен на 1 април 1909 г., спуснат е на вода на 15 октомври 1910 г., въведен е в строй на 31 март 1912 г. Играе второстепенна роля през Първата световна война. През 1918 г., застанал на котва, потъва в резултат на взрив на барутен погреб.
„Сетцу“ е заложен на 18 януари 1909 г., спуснат е на вода на 30 март 1911 г., въведен е в строй на 1 юли 1912 г. Играе второстепенна роля през Първата световна война. Изваден е от състава на флота през 1924 г. Практически до края на Втората световна война служи като радиоуправляем кораб-мишена.